# アフメッド・シランヨ
アフメッド・モハメッド・マハムド（ソマリ語: Axmed Maxamed Maxamuud、1938年 - 2024年11月13日または11月15日）は、ソマリランドの政治家。2010年から2017年までソマリランドの大統領を務めた。平和統一開発党（クルミエ党）党首。通称はシランヨ(Siilaanyo)。

## 生涯
イサック氏族のハバ・ジェクロ支族に生まれた。1946年から1957年にかけてシャイフとアモウドで中等教育を受けた。1958年から1960年にかけてイギリスの一般教育修了試験（Aレベル）を通過し、1960年から1963年にかけてマンチェスター大学に在学し経済学の学士号を取得。1966年にマンチェスター大学の修士号を取得した。
1965年から 1969年にかけソマリア・モガディシオで事業調整省の高級官僚として勤務した。
1969年から1973年にかけ、事業調整相、1973年から1978年、1980年から1982年にかけ、商業相、1978年から1980年にかけ、国内経済会議議長を歴任した。
1982年から1990年にかけ、ソマリ国民運動イギリス支部の議長をつとめ、これは最長の任期であった。1993年から1997年にかけて、ソマリランド共和国下院議員。
1997年から1999年には財務相として財政改革を主導した。
1999年から2000年にかけて、 事業調整相についたが2001年に辞任した。
2003年に大統領選挙に出馬したが僅差で落選し、2010年の大統領選挙で現職のダヒル・リヤレ・カヒン大統領を破り当選。2010年7月27日に大統領職に就いた。2017年12月14日に退任。
2024年11月に死去。家族の証言によれば11月13日夜に没したが、11月15日の夜に死去したとする報道もある。